# Diocesi di Selemsele
La diocesi di Selemsele (in latino Dioecesis Selemselitana) è una sede soppressa e sede titolare della Chiesa cattolica.

## Storia
Selemsele, nell'odierna Tunisia, è un'antica sede episcopale della provincia romana dell'Africa Proconsolare, suffraganea dell'arcidiocesi di Cartagine.
Sono sei i vescovi documentati di Selemsele. Felice prese parte al concilio celebrato a Cartagine nel 390 sotto l'egida di Geneclio. Alla conferenza di Cartagine del 411, che vide riuniti assieme i vescovi cattolici e donatisti dell'Africa romana, presero parte due vescovi donatisti, Cresconio e Fortunaziano; Mesnage ipotizza che all'epoca, per motivi sconosciuti, la diocesi donatista fosse stata divisa in due, cosa che spiegherebbe la presenza di questi due vescovi. Mannuzio intervenne al sinodo riunito a Cartagine dal re vandalo Unerico nel 484, in seguito al quale venne esiliato. Petroniano e Giuliano infine intervennero rispettivamente al concilio cartaginese del 525 e a quello antimonotelita del 646.
Dal 1933 Selemsele è annoverata tra le sedi vescovili titolari della Chiesa cattolica; dal 9 luglio 2004 il vescovo titolare è Gustavo Rodolfo Mendoza Hernández, già vescovo ausiliare di Santiago di Guatemala.

## Cronotassi dei vescovi
- Felice † (menzionato nel 390)
  - Cresconio † (menzionato nel 411) (vescovo donatista)
  - Fortunaziano † (menzionato nel 411) (vescovo donatista)
- Mannuzio † (menzionato nel 484)
- Petroniano † (menzionato nel 525)
- Giuliano † (menzionato nel 646)

## Cronotassi dei vescovi titolari
- Miguel Angel Machado y Escobar † (10 gennaio 1968 - 3 ottobre 1983 deceduto)
- José María Arancedo (4 marzo 1988 - 19 novembre 1991 nominato vescovo di Mar del Plata)
- Jaume Traserra Cunillera † (9 giugno 1993 - 28 luglio 2001 nominato vescovo di Solsona)
- Josep Ángel Sáiz Meneses (30 ottobre 2001 - 15 giugno 2004  nominato vescovo di Terrassa)
- Gustavo Rodolfo Mendoza Hernández, dal 9 luglio 2004